# Baza remontowa
Baza remontowa – jednostka wojskowa składająca się z dowództwa, pododdziału obsługi i pododdziałów remontowo-ewakuacyjnych, przeznaczona do remontu uzbrojenia i sprzętu technicznego w warunkach polowych.